# Recettore delle interleuchine
I recettori delle interleuchine sono dei Recettori accoppiati a chinasi specifiche per le interleuchine.

## Tipi di recettori
Esistono due principali famiglie di recettori delle interleuchine, definiti recettore delle interleuchine di tipo I e recettore delle interlechine di tipo II.

### Tipo I
- Recettore dell'interleuchina-2
- Recettore dell'interleuchina-3
- Recettore dell'interleuchina-4
- Recettore dell'interleuchina-5
- Recettore dell'interleuchina-6
- Recettore dell'interleuchina-7
- Recettore dell'interleuchina-9
- Recettore dell'interleuchina-11
- Recettore dell'interleuchina-12
- Recettore dell'interleuchina-13
- Recettore dell'interleuchina-15
- Recettore dell'interleuchina-21
- Recettore dell'interleuchina-23
- Recettore dell'interleuchina-27

### Tipo II
- Recettore dell'interleuchina-10
- Recettore dell'interleuchina-20
- Recettore dell'interleuchina-22
- Recettore dell'interleuchina-28